# New Kids Underground
New Kids Underground je undergroundová hudební skupina hrající převážně alternativně pojaté rockové songy vycházející z odkazu českého hudebního undergroundu 70. a alternativní a novovlné scény 80. let 20. století. Ovlivněna zejména tvorbou The Residents, The Plastic People of the Universe, Mikolášem Chadimou. Obsahem písní jsou převážně bizarní a temné motivy (vlastní texty, ale i např. Miloslav Topinka, Christian Morgenstern), ale zčásti také slovní hříčky nemající daleko k dada (články z časopisů Bravo, Pop Life). Skupina je členem podzemní kulturní rodiny kolem nakladatelství RAT, které sdružuje hudebníky, fotografy, výtvarníky a básníka.

## Historie
New Kids Underground vznikli na podzim roku 1995 na zbytku skupiny Pils Box. První veřejné vystoupení proběhlo v listopadu 1995 na schodišti pražského Divadla Archa v rámci III. mezinárodního festivalu Alternativa. Sestavu bicí, klávesy, baskytara v roce 1997 doplnil altsaxofon. V této čtyřčlenné sestavě působili New Kids Underground do roku 2003. Kapela hrála častěji i mimo Prahu a realizovala několik koncertních nahrávek. Poté dochází k personálním změnám. Až v roce 2004 se po ročním hledání spoluhráčů a hudebního výrazu formuje současná tříčlenná sestava New Kids Underground: baskytara, syntezátory, barytonsaxofon, předtočené audio.

### 1995 - 1997
V prvních dvou letech existence se tvorba New Kids Underground opírala o jednoduché až primitivní repetice krátkých melodických a rytmických úseků za deklamace stejně jednoduchých slovních hříček. Nástrojové obsazení čítalo kromě baskytary a bicích i dětskou samohrajku Casio. Během první etapy ještě paralelně fungoval Pils Box. V této fázi nevzniklo nic co by stálo za řeč, hrášek byl pouze položen na vlhkou buničinu.

### 1997 - 2003
Změna v nasazení i tvorbě nastala s příchodem první altsaxofonistky Báry a výměnou samohrajky za syntezátor Yamaha YS-100 z roku 1987. Vedle infantilních miniatur Kůžička, 4 taktní spalovací motor, BíBíPí se začaly řadit i temnější a temné písně na motivy básní Miloslava Topinky ze sbírky Krysí hnízdo, Kameny, kosti, kůže a slova. Nově zaranžované byly některé songy Pils boxu: Už nebožka, Co se děje v krysím hnízdě. Ironie a škleb však také získaly několik nových přírůstků na playlistu, když New Kids Underground neopustili zhudebňování prostoduchých článečků z časopisů pro pubescentky Bravo a Pop life: DJ BoBo nám otevřel, Emilia-čokoládová hvězda, Konec pana Bedřicha.
V tomto období značně vzrostl počet koncertů jak klubových, často spolu se spřízněnými soubory BBP, Nevidím, Dřevěné pytlí v jutových uhlích, tak i v rámci undergroundových festivalů Magorovo vydří, Babí léto v Bohnicích, Otto’s Birthdays. V roce 1999 se obměnilo obsazení u alt saxofonu když Báru vystřídala Veronika. Od vzniku kapely to byla druhá nejdůležitější změna a v této sestavě se odehrála nejlepší vystoupení. O rok později bývalá saxofonistka Bára umřela při autonehodě.
V roce 2003 procházela kapela osobní i tvůrčí krizí a je rozpuštěna. Zůstávají pouze zakládající Hrtan a Jindřich a rozhodnou se zcela zásadně změnit sound i přístup. Otázky jak a s čím a proč se řeší celý jeden rok... Z hrášku se již začal soukat klíček.

### 2004 - 2007
Po roce hledání přichází nejzásadnější zvrat za celý hudební život nejen New Kids Underground, ale všech souborů Hrtana a Jindřicha. Sestava se zužuje na dva členy, ale posléze (2005) přistupuje opět saxofon. Tentokrát Matěj. Z nástrojového obsazení mizí bicí souprava, nahrazená předpřipravenými beaty a zvuky. K syntezárou Yamaha YS 100 přibývá druhý, Roland RS 50 a po krátké době Matěj zaměnil altku za tenor, aby nakonec zvolil barytonsaxofon. V repertoáru opět přibývá ponuřejších písní Mozek v papíru, ačkoli některé odlehčenější kusy se rodit nepřestávají; Invalidní důchod, Zlobidla. Vzniká několik songů na básně Christiana Morgensterna v překladu Egona Bondyho (E.B. má překlady zpěvnější) Měsíční ovce, Šibeniční vrch. Sound je o poznání psychedeličtější a v předpřipravených beatech zní ozvěny industrialu. Písňová forma sice není opuštěna, ale vzdaluje se vymezení rockem. V roce 2005 oslavili New Kids Underground 10 let existence zopakováním prvního vystoupení koncertem na stejném místě a při stejné příležitosti (opět v divadle Archa, opět na schodišti, ale nyní na již XIII. festivalu Alternativa) a multimediální show v klubu Kaštan.
Četnost koncertů se stále zvyšuje (2007). V roce 2008 dochází k útlumu veřejného vystupování, poněvadž se kapela připravuje na natáčení prvního studiového alba. Hrášek vyklíčil, teď už jen klíčkem něco odemknout...

### 2008 - 2009
Nezdá se to, ale životy New Kids Underground nejsou klidné jako bažinatá jezírka v Černém lese. V roce 2008 se duše klávesového mága Jindřicha podobala Maelströmu a doposud stále připomíná sedmou větu Smetanovy druhé symfonické básně. V téměř existenciální situaci se ocitl i starý brach Hrtan a také Matěj, jenž získává vysoký fortel v oboru rozbíjení atomu olova. Zkrátka, v roce 2008 záleželo na tom "jak se do toho třískne". Právě v tomto roce se realizovala první oficiální (nikoli debutová) deska pro jedno z nejvýznamnějších nemainstreamových vydavatelství ve střední Evropě Guerilla Records. Nahrávání ve studiu 3bees[nedostupný zdroj]nepostrádalo okamžiky doposud známé jen ze zkazek o Pink Floyd apod. Celá frekvence věnovaná nastavování zbrusu nového multiefektu... Nakonec se i díky mixáži samotným majitelem, Kakaxou, zrodilo skutečně důstojné nové dítko - zvukově excelentní, obsahově smysluplné, formálně pestré, historicky nevyhnutelné a jak se ukázalo i završující.
CD "... na věčnou památku" rekapituluje (jak je u debutů obvyklé) téměř dvacet let hudebních aktivit kapelníka Hrtana a jeho spolupracovníků. Deska vyšla na samém sklonku roku 2008 a ročej následující se nesl ve znamení slastného uspokojení. Řada báječných koncertů, dílčí úspěchy a nedílná součást ne-tradičního přístupu ke žánru: nezájem odborné veřejnosti.
Rok 2009 tak báječně doprovodil na krchov teprve patnáctiletou, ale už sečtělou kapelu. V roce 2009 New Kids Underground dopsali a sami dočetli další díl své monografie.
Pokračování příště...

### 2010
Jedním z projektů, na němž se New Kids Underground podíleli, byla improvizovaná hudební podpora filmové projekce - parafráze na Nosferatu, Eine Symphonie des Grauens. Nosferatu se překládá jako Ne-mrtvý. A stejné je to i s New Kids Underground. Od poloviny roku 2009 jsou ne-mrtví. V roce 2010 počíná další ze zmrtvýchvstání. Derniéra zatím nejkompaktnější podoby New Kids Underground proběhla 27. března paradoxně a příhodně u příležitosti narozenin vydavatele desky "...na věčnou památku".
Jindřich, klávesový mág ohýbaných tónů vstoupil na klikatý chodníček rodinného štěstí a zjevně je to pěšinka sice kamenitá, ale ke správnému cíli vedoucí. Občas se dokonce protíná s polní cestou, po níž drkotá kára NKU.
A tak...se chystá materiál postavený na díle génia slov, Miloslava Topinky, jehož básně NKU (a také Pils Box) již pojali za své. Dalším v merku je Vítek Kremlička, stejně neuchopitelný, jako přítel. A navíc s ideálním příjmením pro první plán. Plan 9 - v závěsu.

## Obsazení

### Současní členové
- Václav Hrtan - (od 1995) – zpěv, basová a elektrická kytara, BOSS GT6B, hudba, texty, PC work<
- Jindřich Hammo-u-nd Ilem - (od 1995) – Yamaha EOS YS 100, Roland RS 50, zpěv, hudba, PC work
- Matěj Klíma - baryton sax (od 2004), alt sax (od 2009)

### Bývalí členové
- Bára Honc (1995 - 1996) – klarinet
- Pete Best Vosa (1996 - 2003) – bicí, hudba
- Bára Blažková (1997 - 1999) – alt sax († 2000)
- Veronika Sládková (1999 - 2003) – alt sax
- Markéta (2002, jediný koncert) – alt sax

## Diskografie
audio
1. Vítejte do světa stínů - live RAT (1995) Cassete, Strictly limited edition
2. My žijeme v Praze, to je tam, kde bejvávalo blaze… Duch sám. RAT (1998) 2CD-R (live záznam pořadu, spolu s BBP, Dalmem-hráčem na staropražské držky a Zuřivým reportérem, celkem sedm písní)
3. Noc RAT (2000) CD-R (live, sedm písní z pořadu „Noc“ doplněný dvěma studiovými skladbami na motivy textů Ladislava Klímy Osud a O skutečné události sběhnuvší se v Postmortalii)
4. …nesmí po nás zůstat vůbec nic… RAT (2001) CD-R (live kompilace z festivalu Prosecké Máje 2001 a z pořadu Valetolman, obsahuje video k písni Kopferkingel z festivalu Otto’s Birthday 2001 v Popovicích)
5. ...koledujeme vám RAT (2006) single CD-R (sběratelská rarita, koledy)
6. Na věčnou památku Guerilla rec. (2008, GR 0056-2)CD (Studiové album zachycující aktuální složení a sound N.K.U. a také tři písně z prvního období v nových aranžích. Doplněno videozáznamem z improvizace k filmu Ondřejovský masakr IV. - hrabě Molekula.)

video
1. Kůžička (2005) animovaný videoklip (animace, režie: Jindřich - TDT studio)
2. Mozek v papíru (2005) live videoklip (střih: Hrtan, kamery: Wiktor, Otto, postprodukce: Jindřich)
3. Invalidní důchod (2005) videoklip (kamera, animace, režie: Jindřich - TDT studio)

divadlo
1. Faust na Petříně (2007) realizace a živé provedení hudby k divadelnímu představení Faust na Petříně spolu s divadlem Maják a divadlem lidí bez domova Ježek a Čížek. (6 repríz)

film
1. Ondřejovský masakr IV. - hrabě Molekula (2008) improvizovaný hudební doprovod k neozvučené filmové parafrázi na slavný horror Nosferatu-symfonie hrůzy z dílny sdružení Skandál jahoda.